# 美山錦
美山錦（みやまにしき）は、イネの栽培品種。主に日本酒醸造に用いられる酒造好適米（酒米）である。長野県で誕生し、長野県や東北地方で栽培されている。2022年時点で山田錦、五百万石に次いで生産量第3位の酒造好適米である。

## 歴史
1939年（昭和14年）、長野県農事試験場で北陸12号を母、東北25号を父とするたかね錦が誕生し、1952年（昭和27年）に命名されている。たかね錦は小粒であり、発酵に重要な心白発現率が低く、雑味の原因となるたんぱく質含有率が高いという難点があった。
1972年（昭和47年）、長野県農事試験場はたかね錦に放射線処理を行って突然変異を促した。この中から、大粒のものや心白の発現率が高いものを選抜し、1978年（昭和53年）に美山錦と命名されて誕生した。

## 特色
北アルプスに積もる雪のような心白があることが名称の由来である。五百万石と同じく早生品種である。寒冷な地域に適した酒造好適米（酒米）であり、主産地は長野県であり、そのほかには秋田県、山形県、岩手県などの東北地方でも栽培されている。繊細な香りを有し、すっきりとした軽快な日本酒に仕上がるとされる。山形県の出羽燦々、秋田県の秋の精などの酒造好適米の親となっている。